# 两报一刊
两报一刊是中国文化大革命时期的词汇，两报指《人民日报》、《解放军报》，一刊指《红旗》杂志。
1966年5月28日，中央文化革命小组成立，次日，由组长陈伯达为首的工作组进驻《人民日报》社，进而一并控制了《红旗》和《解放军报》。之后这三份出版物的地位发生重大变化。文化大革命中代表“无产阶级司令部”声音的社论，通常在两报一刊上发表，中央和各地报刊都要全文转载，广播电台都要全文广播。于是两报一刊成了中华人民共和国关键喉舌。两报一刊的许多文章是经过毛泽东审阅的，一些还是毛亲手圈改的。
1976年10月10日，兩報一刊發表社論《億萬人民的共同心願》，激起強烈的反響：除洩露中国“最大機密”——暗示"篡改毛主席指示"的是“四人幫”外，還以華國鋒為首的中共中央在粉碎四人幫之後第一次對大政方針的公開闡述。

## 著名社论和评论员文章
- 1966年6月1日：《横扫一切牛鬼蛇神》
- 1966年6月2日：《欢呼北大的一张大字报》
- 1967年1月1日：《评反革命两面派周扬》
- 1967年3月10日：《革命委员会好》
- 1968年1月1日：《迎接无产阶级文化大革命的全面胜利》
- 1968年9月7日：《无产阶级文化大革命的全面胜利万岁》
- 1968年10月16日：《吸收无产阶级的新鲜血液》
- 1977年2月7日：《学好文件抓住纲》